# NGC 3663
NGC 3663 је спирална галаксија у сазвежђу Пехар која се налази на NGC листи објеката дубоког неба.
Деклинација објекта је - 12° 17' 48" а ректасцензија 11h 23m 59,9s. Привидна величина (магнитуда) објекта NGC 3663 износи 12,5 а фотографска магнитуда 13,3. NGC 3663 је још познат и под ознакама MCG -2-29-23, IRAS 11214-1200, PGC 35006.